# Российско-уругвайские отношения
Российско-уругвайские отношения — двусторонние отношения между Россией и Уругваем. Российская Федерация имеет своё посольство в Монтевидео, а Уругвай — посольство в Москве.

## История

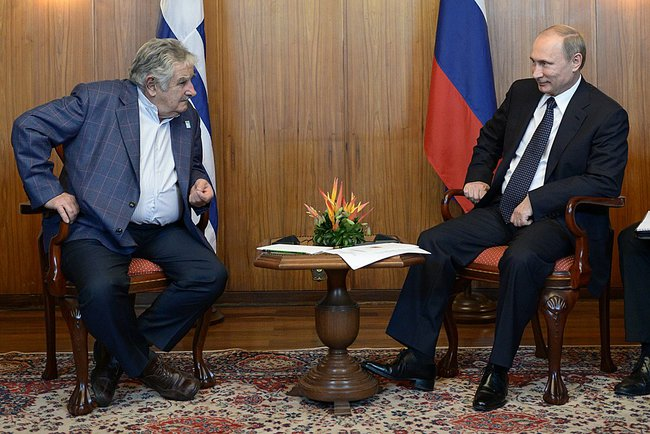
Встреча Президента России Владимира Путина с Президентом Уругвая Хосе Мухикой (2014)

Дипломатические отношения между Россией и Восточной Республикой Уругвай были установлены в 1857 году по инициативе уругвайской стороны путём обмена грамотами между Александром II и Габриэлем Перейрой. После октябрьской революции в 1917 году дипотношения были прерваны, снова установлены с СССР в 1926 году. В 1935 году они были прерваны по инициативе уругвайской стороны и затем восстановлены в 1943 году. Основной двусторонний политический документ — договор о дружбе и сотрудничестве между Российской Федерацией и Восточной Республикой Уругвай — подписан в 1997 году.

## Связи между двумя странами

### Дипломатические связи
Между двумя странами поддерживаются регулярные контакты на уровне различных профильных ведомств, в том числе правоохранительных структур, верховных судов, транспортных и энергетических министерств. Поддерживаются межпарламенские мероприятия, в рамках которых делегация Палаты представителей Генеральной Ассамблеи Уругвая во главе с заместителем Председателя Палаты депутатов в 2007 году посетила Москву. Также в октябре 2008 года с официальным визитом Россию посещал вице-президент Уругвая. В 2010 году Председатель Совета Федерации С. М. Миронов посетил Уругвай для встречи с президентом Уругвая Хосе Мухикой.

### Культурные связи
Между двумя государствами регулярно проводятся выставки, гастроли творческих коллективов и иные культурные мероприятия. В Уругвае постоянно проживает, по разным оценкам, от 5 до 7 тысяч человек, так или иначе ассоциирующих себя с русской культурой, из которых менее тысячи владеют русским языком. Вместе с этим, присутствует интерес коренного населения Уругвая к изучению русского языка, что выражено в открытии в начальной и средней школах города Сан-Хавьер, основанного русскими поселенцами, его преподавания.
В Уругвае создано 4 русских культурных центра в городах Монтевидео, Сан-Хавьер, Сальто и Фрай-Бентос. Регулярно при поддержке посольства России в Уругвае организуются конференции соотечественников, курсы русского языка и другие мероприятия. В Уругвае регулярно проводится день культурного наследия, в котором в том числе участвует и российское посольство. В 2015 году посольство посетили более 500 человек. На мероприятии выставляются полотна русских художников, показываются убранства первого этажа особняка Фердинандо Дарно, который занимает дипмиссия России.

### Торгово-экономические связи
Торговля товарами является основной формой торгово-экономических отношений между Россией и Уругваем. По итогам 2010 году объём российско-уругвайского товарооборота составил 374,1 млн.долл. США (193,9 млн.долл. за первое полугодие 2011 году). Поставки в Россию уругвайского мяса традиционно составляют значительную часть товарооборота (60-90 %), 26 ноября 2015 года был подписан договор между министерствами сельского хозяйства двух стран о поставках говядины из Уругвая в Россию. Основной товар российского экспорта — продукция химической промышленности, прежде всего химические вещества для промышленных нужд и химические удобрения

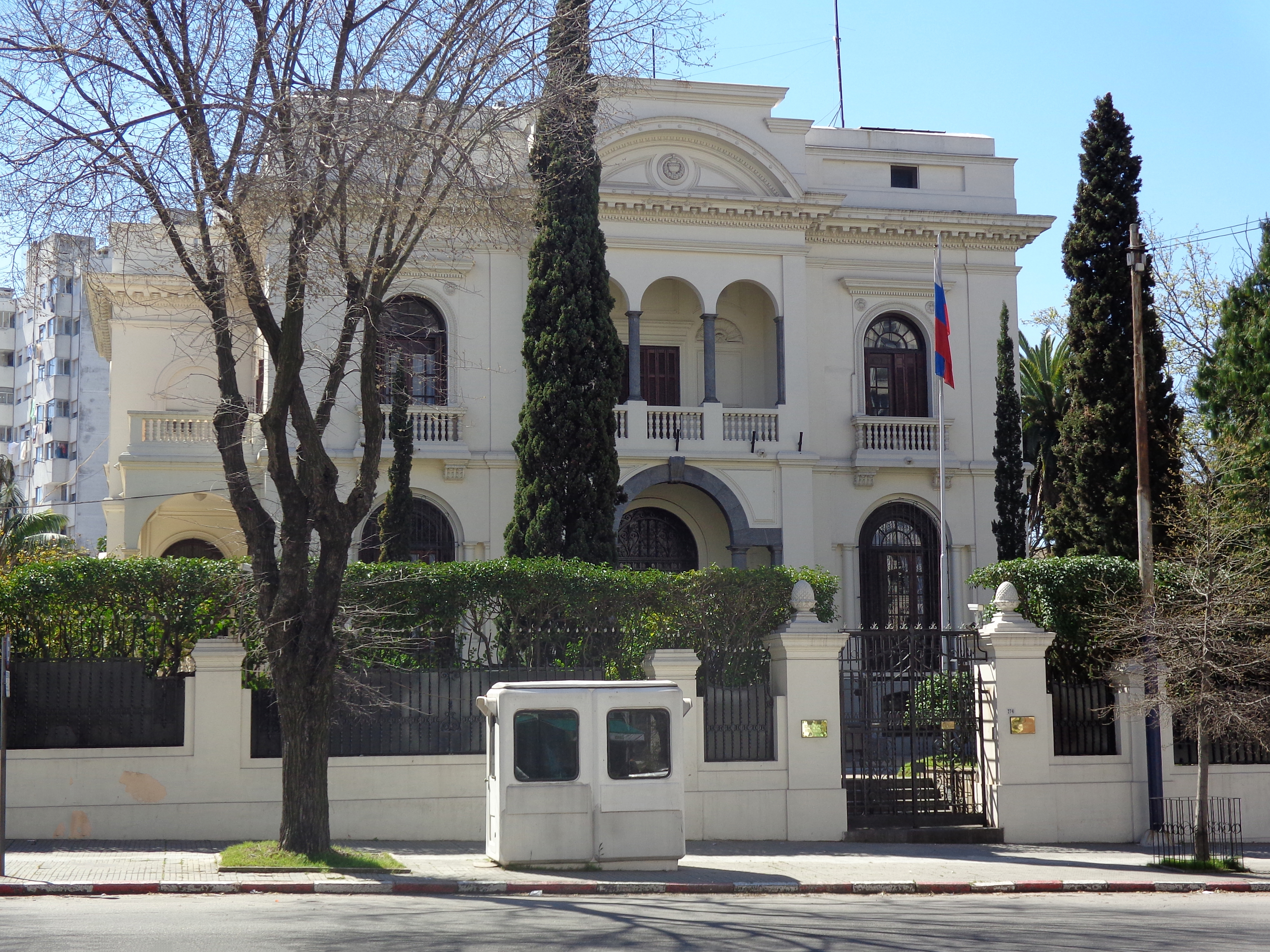
Посольство России в Монтевидео
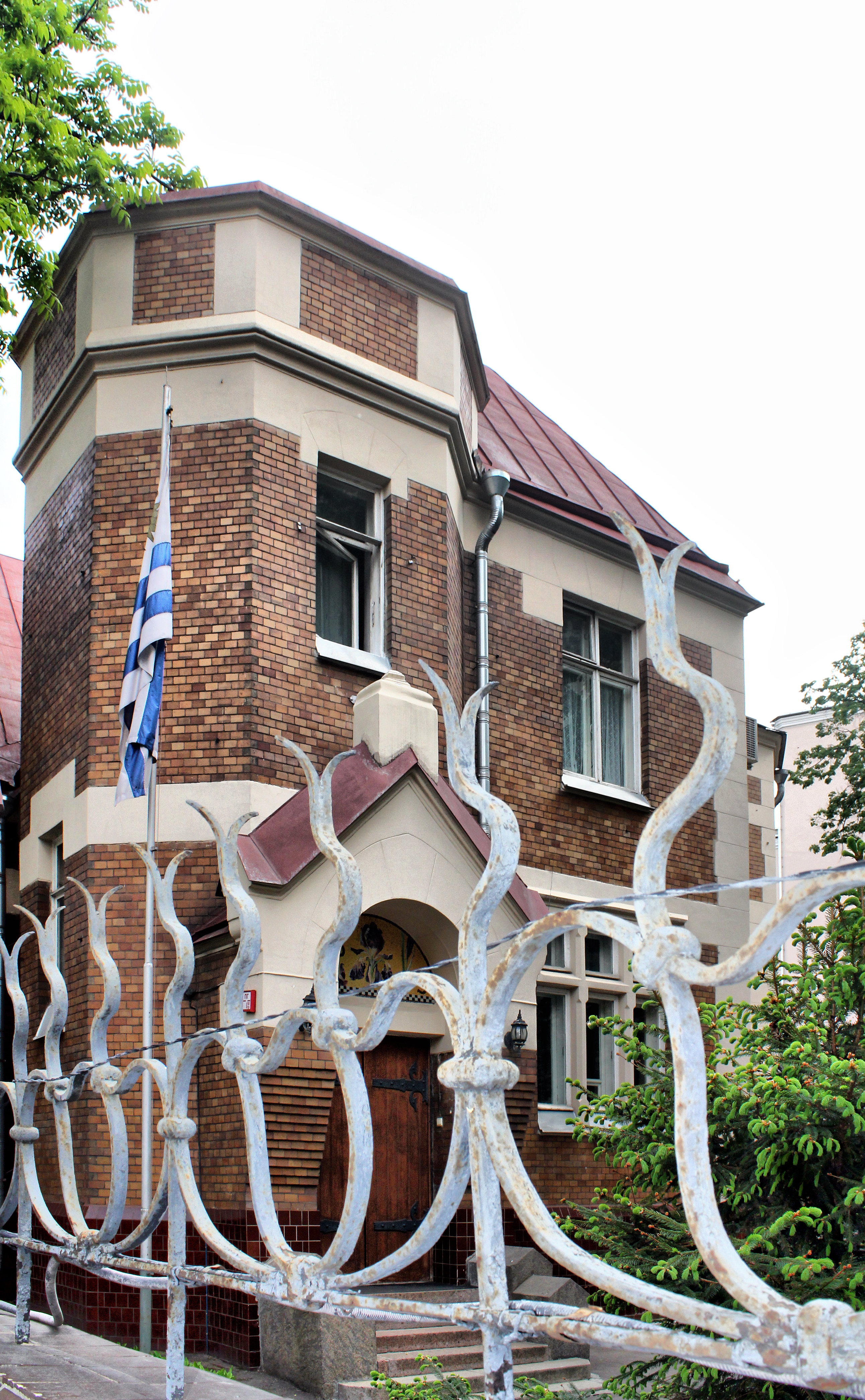
Посольство Уругвая в Москве